# Avenida Manuel Odría
La Avenida Manuel Odría es una de las avenidas principales de la ciudad de Tarma. Nace a la altura del Estadio Unión Tarma y cuenta con dos carriles en ambos lados.

## Historia
La vía principal que nace a la altura del estadio Unión Tarma continuación de las calles Chanchamayo y, malecón y/o diagonal Francisco Otero, paralelo al malecón o avenida Juan Atahualpa y el río Tarma con dirección al este. Recibió ese nombre posterior al fallecimiento del expresidente Manuel Odría.

### Reconocimientos
desde que falleció Manuel Odría Tarma la ciudad natal fue poniendo nombre en recordatorio del hijo predilecto de Tarma que gobernó el país por ocho años. Los principales vías son el parque Manuel Odría, Avenida Manuel Odría, Coliseo Manuel Odría, entre otros.